# Pretner
Pretner je priimek več znanih Slovencev:
- Andrej Pretner, stavbar (izpričan v letih 1752-53)
- Anton in Berti Pretner, gorska reševalca na Tolminskem
- Egon Pretner (1896—1982), entomolog in jamar
- Matej Pretner (1859—1944), pravnik
- Miroslav Pretner (1871—1959), učitelj, planinski delavec (Trst...)
- Tadej Pretner (*1960), bioterapevt, publicist, predavatelj